# 8 Leporis
8 Leporis är en blåvit underjätte i Harens stjärnbild.
Stjärnan har visuell magnitud +5,23 och är synlig för blotta ögat vid normal seeing. 8 Leporis befinner sig på ett avstånd av ungefär 1650 ljusår.